# From L.A. to L.O.
From L.A. to L.O. este un albumul nelansat al interpretei americane Blu Cantrell. Acesta se dorea a fi lansat ca cel de-al treilea material discografic de studio al artistei în anul 2004, însă s-a renunțat la această idee. Cu toate acestea, discul poate fi achiziționat de pe diferite site-uri de cumpărături.

## Lista cântecelor
1. „Girl Please” (în colaborare cu Troy Cash)
2. „Ready” (în colaborare cu Tony Deniro)
3. „Interlude/I Can't Go for That”
4. „Straight Rider” (în colaborare cu Snoop Dogg)
5. „Spank My Ass” (în colaborare cu Missy Elliott)
6. „Lady” (în colaborare cu Dirt-T)
7. „I Got a Man”
8. „Roll Up” (în colaborare cu The Brigade)
9. „My My My” (în colaborare cu Troy Cash)
10. „Be Grateful”